# Juan Bautista de Queralt y Silva
Juan Bautista Queralt y Silva (Barcelona, 18 de marzo de 1786-Madrid-13 de marzo de 1865), VIII conde de Santa Coloma, XVI conde de Cifuentes, VI marqués de Alconchel, XIV marqués de Lanzarote, X de marqués de Gramosa, tres veces grande de España, VI marqués de Albolote, IV marqués de Besora, etc.  Fue prócer, caballero de la Insigne Orden del Toisón de Oro, Gran Cruz de Carlos III, teniente coronel de los reales ejércitos, senador y mayordomo mayor de la reina, y destacado escritor.

## Vida y familia
Hijo de Juan Bautista de Queralt y Pinós –VII conde de Santa Coloma, grande de España, V marqués de Albolote,  y III de Besora, caballero de la Gran Cruz de la Orden de Carlos III, Gentilhombre de Cámara de S.M.–  y de María Luisa de Silva y Castejón, XV condesa de Cifuentes, IX marquesa de Gramosa, dos veces grande de España, dama noble de la Orden de María Luisa, hija de Juan de Silva Meneses y Pacheco, XIV conde de Cifuentes, y de su segunda esposa, María Bernarda González de Castejón y Villalonga, natural de Ágreda.
Heredó los títulos de su padre cuando este falleció en 1803.  Contrajo un primer matrimonio en Madrid el 16 de mayo de 1805 con María Pilar Bucarelli y Silva, V marquesa de Vallehermoso, IX condesa de Fuenclara, dos veces grande de España, y VII condesa de Gerena, hija de Luis Bucarelli y Bucarelli, VI conde de Gerena, y de María del Rosario de Silva y Fernández de Miranda, VII condesa de Fuenclara, grande de España, duquesa de Arenberg, dama noble de la Orden de María Luisa.. Entra entonces en el círculo de amistades del Príncipe de Asturias Fernando y participa, en 1807 en el complot que da lugar al Proceso de El Escorial del que es absuelto.
Fue prócer y senador por Barcelona y senador vitalicio. Al iniciarse la Guerra de la Independencia Española apoya, al comienzo, al nuevo Rey   José I para cambiar posteriormente de bando al darse cuenta de que las ideas de la ilustración no eran defendidas por este, como dejó en claro en su Diario Literario.
Durante el reinado posterior de Fernando VII  mantiene un tono moderado pero al final del periodo defiende a modo militante la posición de la princesa de Asturias Isabel frente a los elementos Carlistas de la Corte. 
Por ello, al morir el rey, la reina regente, María Cristina de Borbón-Dos Sicilias, cuenta con su ayuda y tras jubilar en 1838 al mayordomo mayor marqués de Valverde lo nombra mayordomo de su hija, la reina. 
Su primogénito del primer matrimonio, Juan Bautista de Queralt y Bucarelli, heredó sus títulos.